# Silvio Frondizi
Silvio Frondizi (Paso de los Libres, 1 de enero de 1907-Buenos Aires, 27 de septiembre de 1974) fue un abogado e intelectual marxista argentino, poseedor de una vasta obra literaria. Hermano del presidente argentino Arturo Frondizi, fue asesinado por el grupo parapolicial anticomunista Triple A durante la presidencia de María Estela Martínez de Perón.

## Biografía

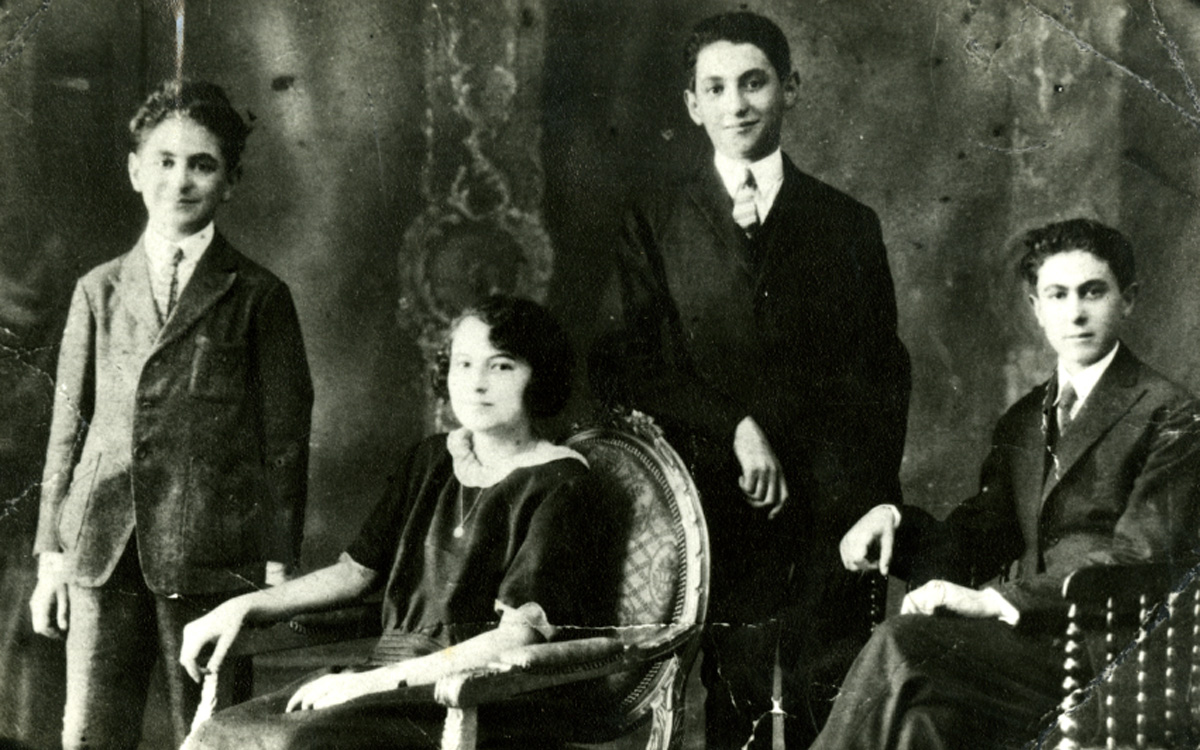
Foto de la familia Frondizi: de (izq a der) Silvio, Liduvina, Arturo y Risieri.

Estudió en el Colegio Nacional Mariano Moreno, donde completó el bachillerato, que había iniciado en el célebre Colegio del Uruguay fundado por Urquiza en Concepción del Uruguay (Entre Ríos). Posteriormente ingresó a la Facultad de Derecho de la Universidad de Buenos Aires y al Instituto Nacional de Profesorado.
Hacia principios de la década de 1950 creó el movimiento Acción Democrática Independiente (ADI) y más adelante el grupo PRAXIS.

### Trayectoria
Se relacionó con la Revolución Cubana y se entrevistó en Cuba con el Che Guevara. En 1959 el Che lo convocó a Cuba, sabiendo que Silvio era el intelectual más original de América Latina y le ofreció la titularidad de la Universidad de La Habana para que fuera el foco intelectual en la educación de América, pero él declinó la invitación.
Se vinculó además con el Partido Revolucionario de los Trabajadores. Como abogado defendió a presos políticos y denunció fervientemente la matanza de prisioneros del ERP (ejército revolucionario del pueblo) en Chaco, en la conocida Masacre de Margarita Belén.  
Abel Bohoslavsky ha escrito que  a mediados de los años 60  asistió a un curso de historia y  marxismo que dictó Silvio Frondizi en Córdoba, en la facultad de arquitectura de la Universidad Nacional de Córdoba. El curso estaba promovido por la Federación Universitaria de Córdoba (FUC). Durante una de las conferencias de Silvio Frondizi hubo un pequeño atentado: un grupo de derecha disparó tiros a la puerta de la facultad en repudio de la actividad.  Los estudiantes procedieron a proteger a Silvio Frondizi pero el mismo procedió a sacar de un portafolio de cuero de tipo escolar que se usaba en  la época una pequeña ametralladora. Pasado el episodio, Silvio Frondizi volvió al estrado y se despachó con  una arenga que terminó  con la frase: «aunque sea a los tiros vamos a defender nuestro derecho a difundir el marxismo».

### Praxis y Movimiento de Izquierda Revolucionaria
Fundador de Praxis y Movimiento de Izquierda Revolucionaria (MIR-Praxis). Silvio creó el Grupo Praxis, movimiento juvenil marxista en el que se formó una nutrida cantera de cuadros revolucionarios, la mayoría muy activos en las organizaciones políticas y sociales de los ‘70. Además, tuvo un efecto multiplicador con seguidores del grupo en América Latina. El grupo Praxis y el MIR, constituidos a fines de la década de 1950, formaron a medio centenar de cuadros políticos que nutrieron la izquierda y se insertaron en la comunidad académica. “Praxis” duró cuatro años, no obstante ello, fue una de las experiencias teóricas más interesantes de la izquierda argentina. Entre quienes militaron en Praxis podemos mencionar a Luis Mattini quien militó en Zárate.  Mattini definió a Praxis como un grupo de intelectuales de izquierda que salían a realizar pintadas políticas.  
El período entre 1955 y 1959 presentaba la posibilidad de encarnación de las ideas de Praxis que luego agregara las siglas MIR en las masas populares. Así lo señaló Silvio en 1959: «Creemos que en Latinoamérica están dadas las condiciones para una revolución socialista, pero nos faltan todavía algunas condiciones subjetivas. Claro está que el análisis de esta situación significa resolver el grave problema -tal vez el más grave que enfrenta la revolución socialista en el mundo- sobre las relaciones entre masa, partido y dirección.»

### Frente Antiimperialista y Anti dictatorial (FAA)
También participó activamente en la formación del Frente Antiimperialista y Anti dictatorial (FAA) presidido por él mismo y los  “Comités de Base” desarrollados durante 1972 y que fueron los núcleos embrionarios del Frente Antiimperialista y por el Socialismo (FAS). Estas herramientas políticas se transformaron a partir de la necesidad de la construcción de un frente democrático y antiimperialista como respuesta estratégica a las tareas democráticas que se abrían con la retirada de la dictadura de Lanusse y la convocatoria a elecciones para 1973. Se formó como una confluencia de grupos de la izquierda marxista y sectores del peronismo revolucionario, con el propósito de aprovechar políticamente las elecciones del 11 de marzo de 1973.

## Asesinato
Fue asesinado en septiembre de 1974 por el grupo parapolicial  Triple A. Silvio Frondizi tenía 67 años al momento de su muerte. Fue secuestrado de su departamento, llevado a los bosques de Ezeiza y asesinado. La noche del 27 de septiembre Silvio Frondizi se encontraba descansando en su domicilio ubicado en la calle ex Cangallo (actual Pte. Perón), junto a su esposa y nieto de 6 meses cuando un escuadrón, dirigido por el subcomisario Juan Ramón Morales y el subinspector Almirón Sena, irrumpió en la vivienda golpeándolos salvajemente. A pesar de los intentos de Luis Alberto Mendiburu – su yerno– de defenderlo a punta de pistola, se lo llevaron en uno de los Ford Falcon verdes que se utilizaron en el operativo; dejando a este último herido de muerte. Horas más tarde la Triple A se adjudicaba el asesinato informando que el cuerpo se encontraba en un descampado de Ezeiza. Su cuerpo fue encontrado  con más de 50 impactos de bala. Fue velado en el aula Magna de la Universidad Tecnológica Nacional (UTN)  acompañado por un masivo cortejo fúnebre.

## Obras de Silvio Frondizi

### Libros
- Introducción al pensamiento político de Locke. Tucumán. Universidad Nacional de Tucumán. Centro de Estudiantes de Filosofía y Letras. 1943.
- La realidad argentina. Ensayo de interpretación sociológica. Vol. I. Praxis. 1955.
- Doce años de política argentina. Praxis. 1958.
- El Estado Moderno (3ª edición). Depalma. 1960. ISBN 978-950-14-1500-1.
- La Revolución cubana: su significación histórica (3ª edición). Editorial Ciencias Políticas. 1960.
- Teorías políticas contemporáneas. Macchi. 1965.}}
- Argentina. La autodeterminación de su pueblo. Ciencias Políticas. 1973.

### Folletos
- “El feudalismo. Ensayo de interpretación histórica”. Tucumán: Violetto, 1940.
- “La crisis política argentina. Ensayo de interpretación ideológica”. Buenos Aires: ADI, 1946.
- “La evolución capitalista y el principio de soberanía”. Buenos Aires: Centro de Estudios Políticos, 1946.
- “La integración mundial, última etapa del capitalismo (respuesta a una crítica). Buenos Aires: ADI, 1947.
- “La crisis de la democracia”. Buenos Aires: Praxis, 1953.
- “Fundamento, crisis y porvenir de la democracia”. Buenos Aires: Praxis, 1956.
- “Interpretación materialista dialéctica de nuestra época”. Buenos Aires: 1959, s/e (segunda edición: Liberación, 1960.)
- “Bases y puntos de partida para una solución popular”. Buenos Aires: Ciencias Políticas, 1961.
- “El pensamiento político de J. J. Rousseau”. Buenos Aires: Centro de Estudiantes de Ciencias Económicas, 1963.
- “Manifiesto de la reconstrucción nacional”. Buenos Aires: s/e, 1964.
- “Nicolo Macchiavelli”. La Plata: Edición del Centro de Estudiantes de Derecho, 1966.
- “El pensamiento político de Dante Alighieri”. La Plata: Centro de Estudiantes de Derecho, 1966.

## Publicaciones sobre el autor
- Juárez, Francisco, “Silvio Frondizi: Los muertos que no murieron”, en: El Periodista n.º 2, septiembre de 1984.
- Tarcus, Horacio, "El marxismo olvidado en la Argentina: Silvio Frondizi y Milcíades Peña". Buenos Aires: El cielo por asalto, 1996.
- Viñas, David, “Un intelectual de izquierdas”, en: El Periodista n.º 2, septiembre de 1984.